# Chapelle Notre-Dame-de-Moyenpont
La chapelle Notre-Dame de Moyenpont est située sur le territoire de la commune de Marquaix à l'extrémité nord-est du département de la Somme, en ancienne région Picardie, donc en nouvelle région Hauts-de-France.

## Historique
Le nom Moyenpont viendrait du pont qui donne accès à la chapelle, entre les deux bras de la Cologne. La tradition fait remonter sa construction aux Croisades, quand un berger découvrit une statue de la vierge sur les lieux. De nombreux miracles s’y seraient déroulés et ce fut dès lors un lieu de pèlerinage notamment pour la neuvaine du 23 juin ou pour celle du 8 septembre

## Caractéristiques
Cette chapelle, détruite lors de la Première Guerre mondiale, a été reconstruite à l'identique en 1925, grâce au mécénat de la Baronne Perthuis de Taillevault. La façade en pierre de style néoclassique est surmontée d'un clocher, le corps du bâtiment est construit en brique.
Le décor intérieur est composé de fresques représentant la vie des Poilus. Sur l'’autel en marbre blanc une statue de la Vierge à l'enfant est enveloppée dans un manteau cousu de fils d’or. 
Un oratoire dédié à Saint-Joseph, qui était autrefois un abreuvoir à chevaux, a été érigée à côté.

## Photos

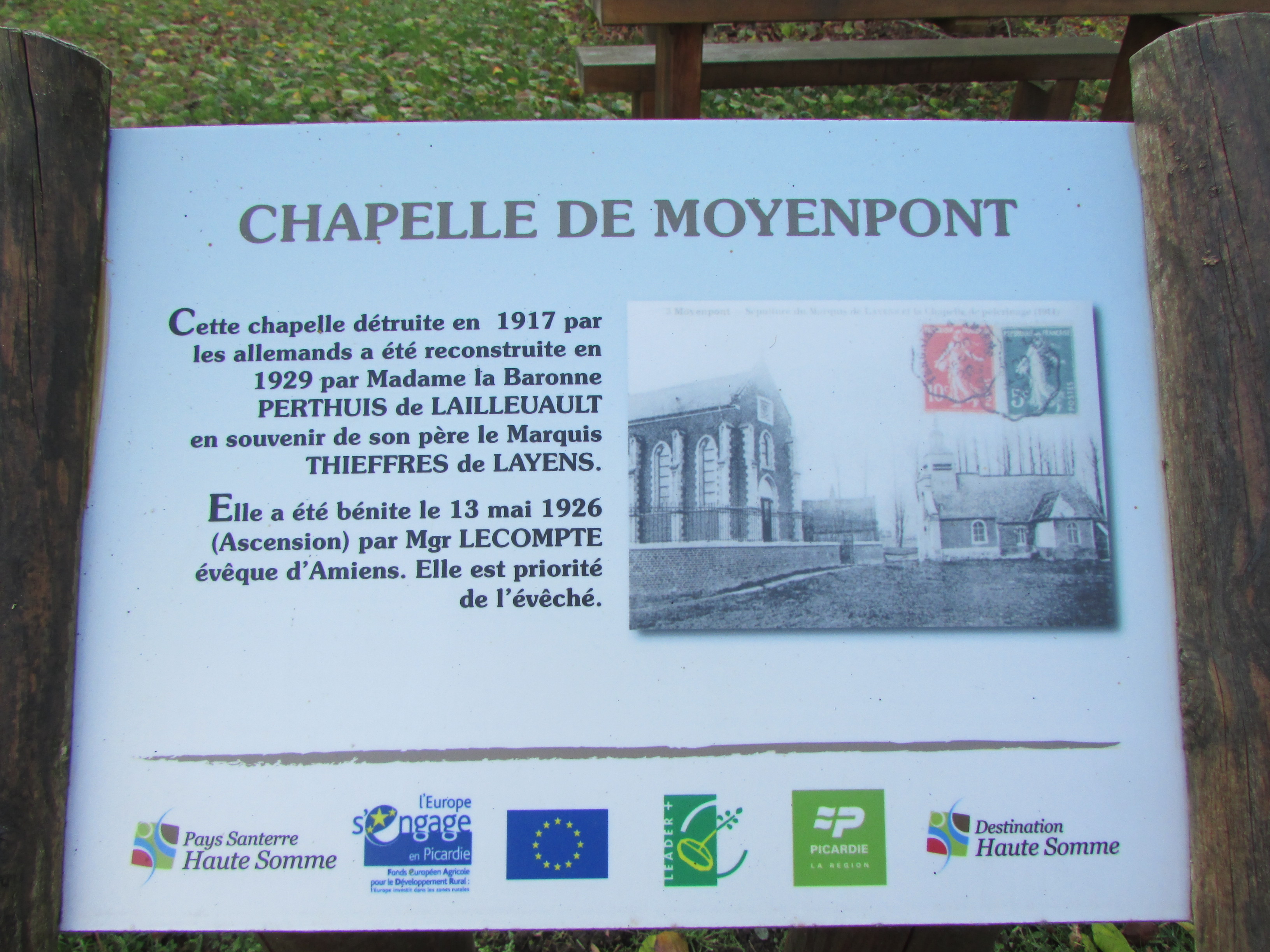
Panneau touristique.
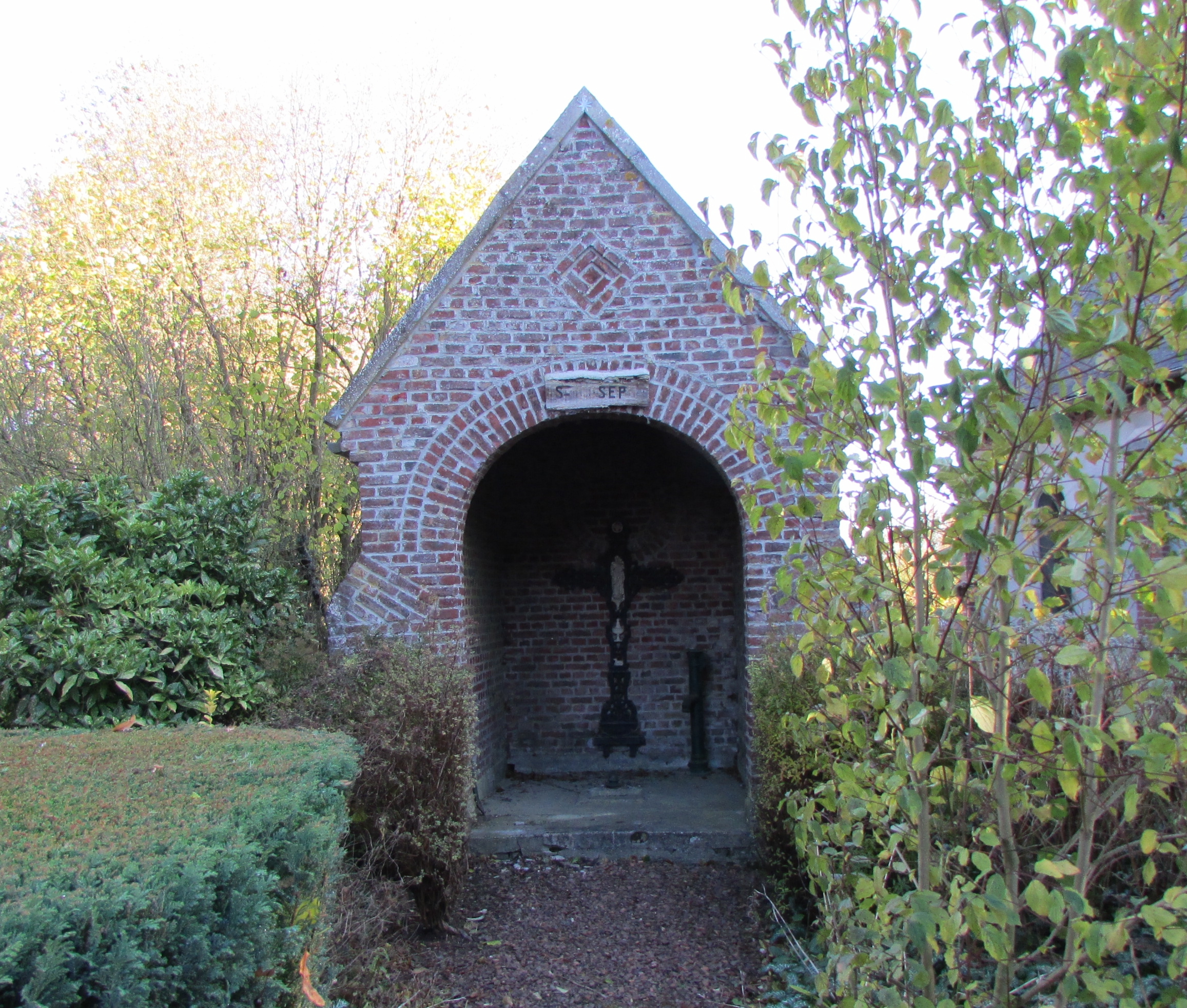
La chapelle Saint-Joseph.
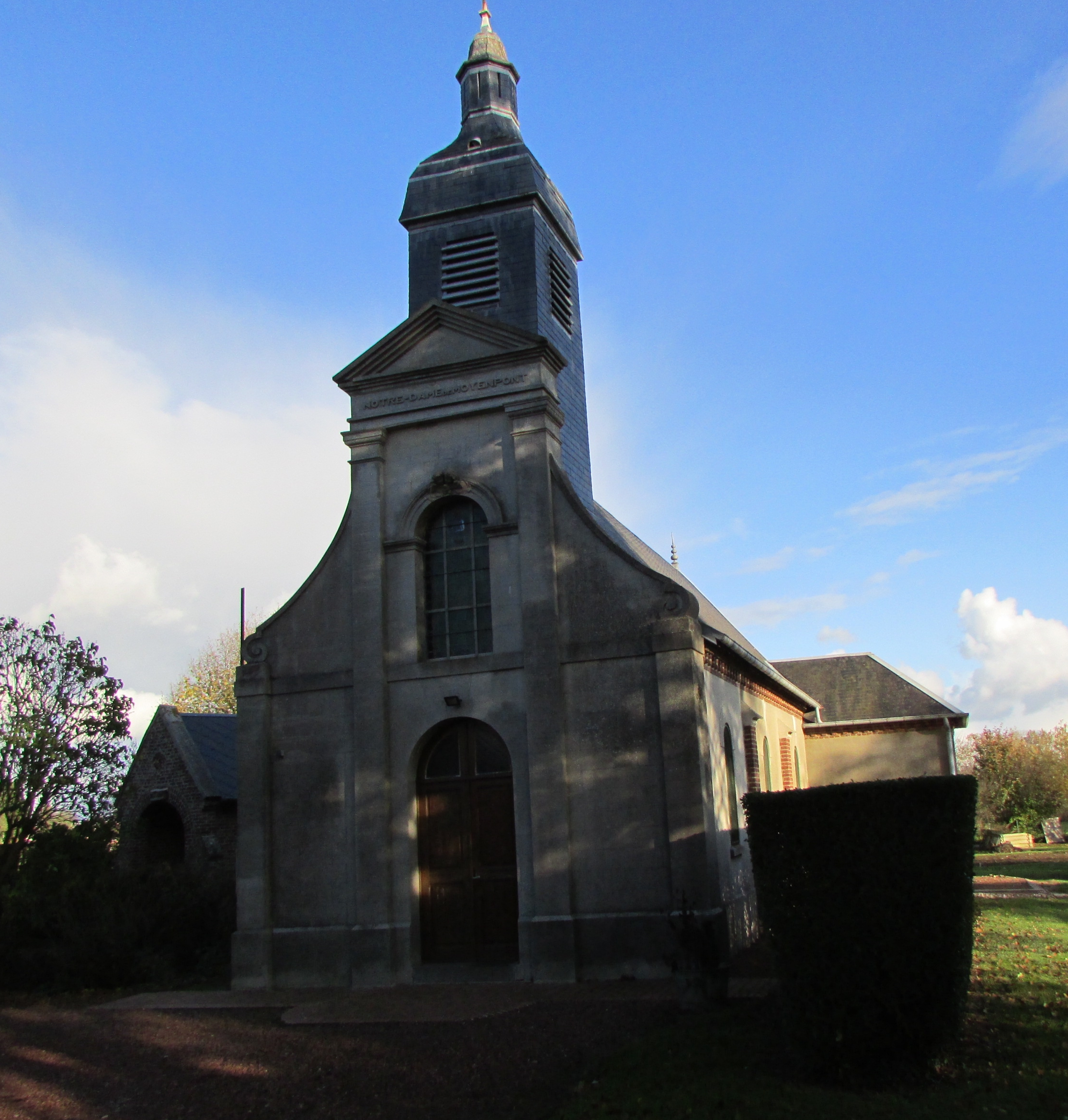
La chapelle vue de face .
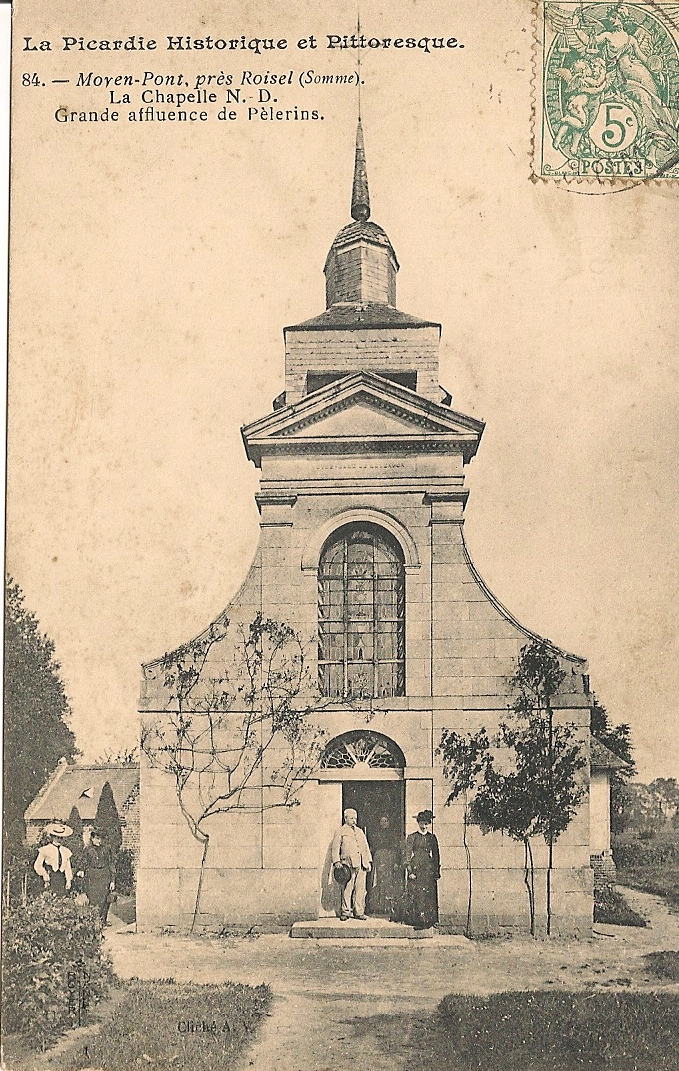
Carte postale de la chapelle avant la guerre.